# Эрнкранс, Матильда
Матильда Элизабет Эрнкранс (швед. Matilda Elisabeth Ernkrans; род. 12 марта 1973, Халльсберг, Эребру) — шведский политический и государственный деятель. Член Социал-демократической партии Швеции. Депутат риксдага с 30 сентября 2002 года. В прошлом — министр по международному развитию и сотрудничеству Швеции (2021—2022), министр высшего образования и исследований (2019—2021).

## Биография
Родилась 12 марта 1973 года в Халльсберге. Матильда Эрнкранс — дочь Яна Карлссона (Jan Karlsson) и Кариты Эрнкранс (Carita Ernkrans). С 1995 по 2002 год она изучала политологию, экономику и социологию в Университете Эребру. Эрнкранс ранее работала в качестве агента по трудоустройству.
Матильда Эрнкранс была избрана в городской совет муниципалитета Халлсберга в 1995 году и была заместителем председателя с 2003 по 2007 год. Она была членом муниципального совета с 1994 по 2002 год.
После назначения депутата риксдага от лена Эребру Томаса Бодстрёма министром юстиции заменяла его в риксдаге с 30 сентября 2002 года, избрана впервые в 2006 году. Эрнкранс была председателем Комитета по образованию (2018—2019), членом Комитета по культуре (2004—2006), членом Комитета социального обеспечения (2006—2010), а также председателем Комитета по окружающей среде и сельскому хозяйству (2010—2018). Она является председателем социал-демократов округа Эребру.
21 января 2019 года она назначена министром высшего образования и исследований в Министерстве образования во втором правительстве Лёвена во главе со Стефаном Лёвеном.
30 ноября 2021 года получила пост министра по международному развитию и сотрудничеству в Министерстве иностранных дел Швеции в правительстве Магдалены Андерссон.